# Bromeliaceae
Ordre
Famille
Classification APG III (2009)
Les Bromeliaceae (Broméliacées) sont une famille de plantes monocotylédones, originaires majoritairement des régions tropicales d'Amérique, minoritairement des régions subtropicales d'Amérique et une espèce (Pitcairnia feliciana) originaire des régions tropicales d'Afrique de l'Ouest. De nombreuses espèces sont épiphytes comme les Tillandsia et vivent pendues aux branches des arbres de la forêt tropicale. D'autres sont terrestres comme le genre Ananas (qui est cultivé pour son fruit, l'ananas).

## Étymologie
Le nom vient du genre Bromelia donné en l'honneur du médecin et botaniste suédois Olof Bromelius (1639–1705),
connu pour posséder une grande bibliothèque botanique.

## Classification
Cette famille comporte environ 3 300 espèces regroupées en 48 ou 58 genres (selon les auteurs), plus huit nothogenres, et entre 3 et 8 sous-familles :
- Brocchinioideae : genre Brocchinia
- Lindmanioideae (en) : genre Lindmania
- Tillandsioideae : genre Tillandsia (notamment)
- Hechtioideae : genre Hechtia
- Navioideae (en) : genre Navia
- Pitcairnioideae : genre Pitcairnia
- Puyoideae : genre Puya
- Bromelioideae (en) : genres Bromelia, Ananas... etc.
- Tillandsioideae (en) : Catopsis...etc

## Culture
Certaines espèces sont cultivées comme plantes d'appartement pour leurs inflorescences colorées ainsi que pour leur feuillage original. Il faut alors leur fournir un endroit éclairé, sans soleil direct, avec des températures comprises entre 18 et 25 °C. L'eau d'arrosage doit être non calcaire, et il vaut mieux laisser sécher la terre entre deux arrosages. La plante apprécie également des vaporisations de son feuillage. Le rempotage de la plante peut se faire après floraison, quand de nouvelles pousses apparaissent.

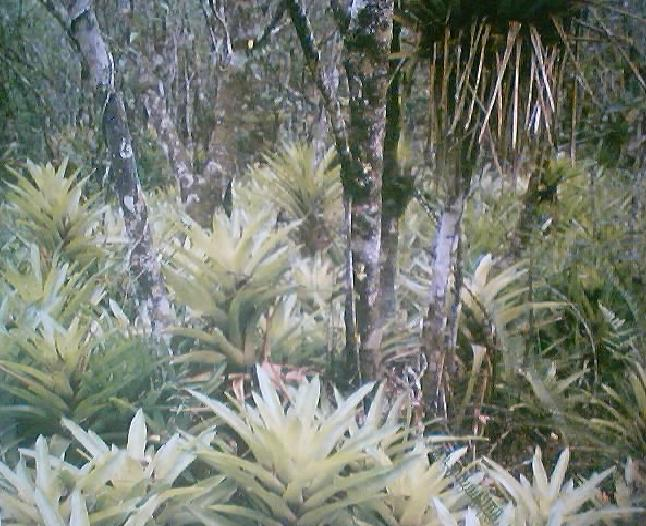
Broméliacées de la forêt de la côte atlantique du Brésil dans le Paraná
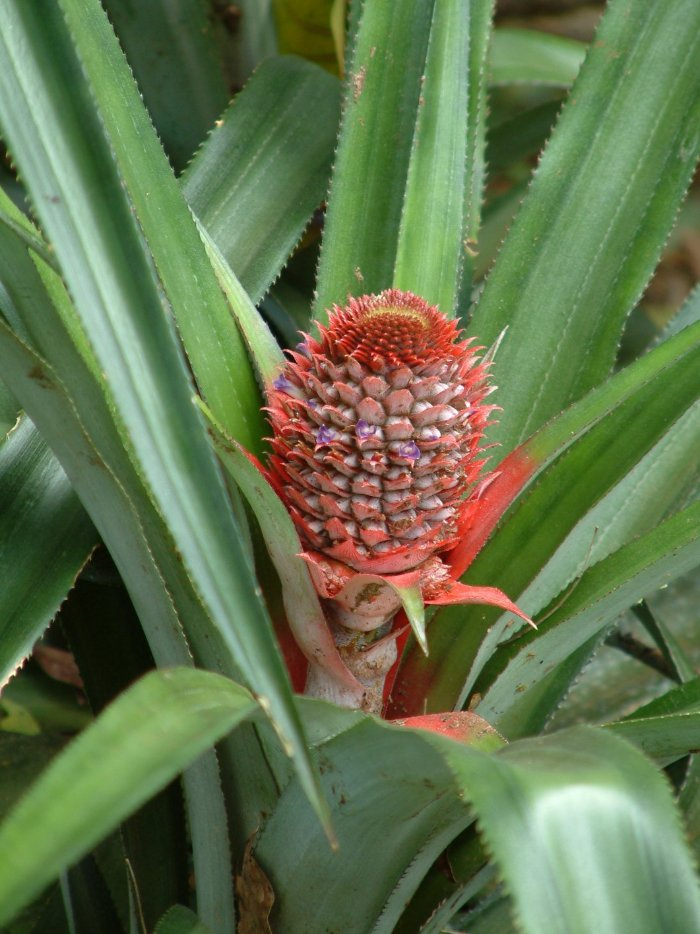
Ananas sauvage
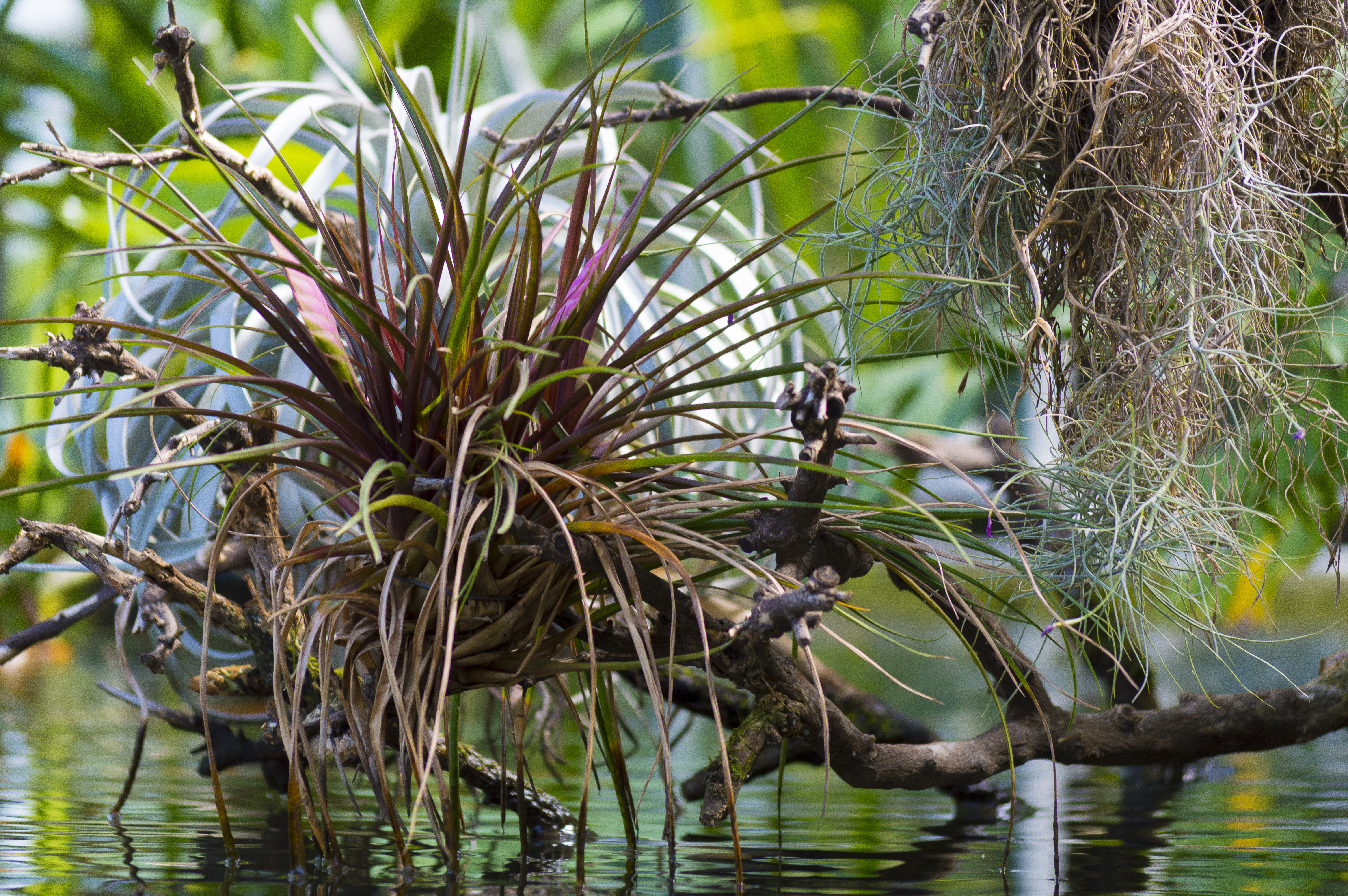
Broméliacées de la grande serre du parc Phoenix

## Répartition géographique

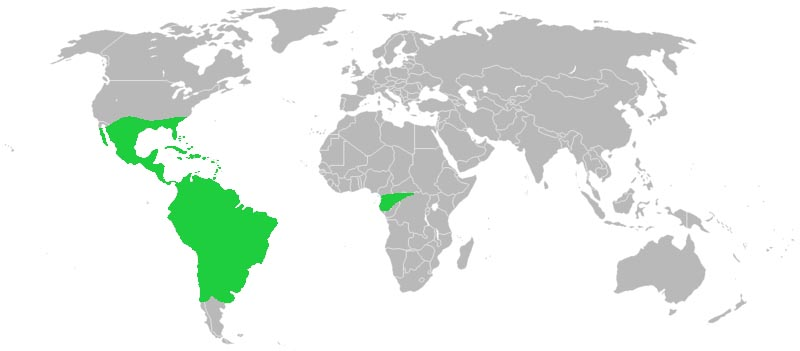
Répartition géographique des bromeliaceae

Région subtropicale d'Amérique.

## Liste des genres
Selon Angiosperm Phylogeny Website (21 mai 2010) :
- Abromeitiella Mez
- Acanthostachys Klotzsch
- Aechmea Ruiz & Pav.
- Ananas Mill.
- Andrea Mez
- Androlepis Brongn. ex Houllet
- Araeococcus Brongn.
- Ayensua L.B.Sm.
- Billbergia Thunb.
- Brewcaria L.B.Sm., Steyerm. & H.Rob.
- Brocchinia Schult.f.
- Bromelia L.
- Canistrum E.Morren
- Catopsis Griseb.
- Connellia N.E.Br.
- Cottendorfia Schult.f.
- Cryptanthus Otto & A.Dietr.
- Deuterocohnia Mez
- Disteganthus Lem.
- Dyckia Schult.f.
- Encholirium Mart. ex Schult.f.
- Fascicularia Mez
- Fernseea Baker
- Fosterella L.B.Sm.
- Glomeropitcairnia Mez
- Greigia Regel
- Guzmania Ruiz & Pav.
- Hechtia Klotzsch
- Hohenbergia Schult.f.
- Hohenbergiopsis L.B.Sm. & Read
- Lindmania Mez
- Lymania Read
- Mezobromelia L.B.Sm.
- Navia Schult.f.
- Neoglaziovia Mez
- Neoregelia L.B.Sm.
- Nidularium Lem.
- Ochagavia Phil.
- Orthophytum Beer
- Pitcairnia L'Her.
- Portea K.Koch
- Pseudaechmea L.B.Sm. & Read
- Pseudananas Hassl. ex Harms
- Puya Molina
- Quesnelia Gaudich.
- Ronnbergia E.Morren & Andre
- Steyerbromelia L.B.Sm.
- Streptocalyx Beer
- Tillandsia L.
- Vriesea Lindl.
- Wittrockia Lindm.

Selon NCBI (19 avr. 2010) :
- Abromeitiella
- Acanthostachys
- Aechmea
- Alcantarea
- Ananas
- Androlepis
- Araeococcus
- Ayensua
- Billbergia
- Brewcaria
- Brocchinia
- Bromelia
- Canistrum
- Catopsis
- Chevaliera
- Cottendorfia
- Cryptanthus
- Deinacanthon
- Deuterocohnia
- Dyckia
- Edmundoa
- Eduandrea
- Encholirium
- Fascicularia
- Fernseea
- Fosterella
- Glomeropitcairnia
- Greigia
- Guzmania
- Hechtia
- Hohenbergia
- Hohenbergiopsis
- Lindmania
- Lymania
- Mezobromelia
- Navia
- Neoglaziovia
- Neoregelia
- Nidularium
- Ochagavia
- Orthophytum
- Pepinia
- Pitcairnia
- Portea
- Pseudananas
- Puya
- Quesnelia
- Racinaea
- Ronnbergia
- Streptocalyx
- Tillandsia
- Viridantha
- Vriesea
- Werauhia

Selon DELTA Angio (19 avr. 2010) :
- Abromeitiella
- Acanthostachys
- Aechmea
- Alcantarea
- Ananas
- Androlepis
- Araeococcus
- Ayensua
- Billbergia
- Brewcaria
- Brocchinia
- Bromelia
- Canistropsis
- Canistrum
- Catopsis
- Chevaliera
- Connellia
- Cottendorfia
- Cryptanthus
- Deinacanthon
- Deuterocohnia
- Disteganthus
- Dyckia
- Edmundoa
- Encholirium
- Fascicularia
- Fernseea
- Fosterella
- Glomeropitcairnia
- Greigia
- Guzmania
- Hechtia
- Hohenbergia
- Hohenbergiopsis
- Lamprococcus
- Lindmania
- Lymania
- Macrochordion
- Mezobromelia
- Navia
- Neoglaziovia
- Neoregelia
- Nidularium
- Ochagavia
- Ortgiesia
- Orthophytum
- Pepinia
- Pitcairnia
- Platyaechmea
- Podaechmea
- Portea
- Pseudaechmea
- Pseudananas
- Puya
- Quesnelia
- Racinaea
- Ronnbergia
- Steyerbromelia
- Streptocalyx
- Tillandsia
- Ursulaea
- Vriesia
- Werhauia
- Wittrockia

Selon ITIS (19 avr. 2010) :
- Aechmea Ruiz & Pavón
- Ananas P. Mill.
- Billbergia Thunb.
- Bromelia L.
- Catopsis Griseb.
- Dyckia J.H. Schultes ex J.A. & J.H. Schultes
- Guzmania Ruiz & Pavón
- Hechtia Klotzsch
- Hohenbergia J.A. Schultes ex J.A. & J.H. Schultes
- Pitcairnia L'Hér.
- Tillandsia L.
- Vriesea Lindl.